# 足立幸男
足立 幸男（あだち ゆきお、1947年10月19日 - ）は、日本の政治学者。専門は、政治哲学・公共政策学。京都大学名誉教授、京都府立大学客員教授（2008年4月から）。日本公共政策学会第4代会長（2002年6月～2004年6月）、同学会顧問（2004年6月から現在）。名古屋市生まれ。

## 略歴
略歴は以下の通り。

### 学歴
- 1970年3月　京都大学法学部卒
- 1970年4月～1972年3月　京都大学大学院法学研究科修士課程[要出典]
- 1972年4月～1975年3月　京都大学大学院法学研究科博士課程
- 1992年3月 論題「政策と価値：現在の政治哲学」により法学博士（京都大学）[2][3]

勝田吉太郎に師事。

### 職歴
- 1975年4月　帝塚山大学教養学部専任講師
- 1978年4月　帝塚山大学教養学部助教授[4]（ - 1985年3月）
- 1985年4月　京都大学教養部助教授
- 1992年10月　京都大学大学院人間・環境学研究科助教授
- 1997年4月　京都大学大学院人間・環境学研究科教授[5]（ - 2008年3月）
- 2008年4月　京都大学名誉教授（現在に至る）、京都府立大学公共政策学部・公共政策学研究科客員教授（現在に至る）
- 2008年4月 ｰ 2013年3月　関西大学政策創造学部教授
- 2013年4月－ 2018年3月　京都産業大学法学部教授[6]
- 在外研究：オーストラリア国立大学、シドニー大学、カリフォルニア大学アーバイン校、トロント大学、ロチェスター大学、等。

## 著書

### 単著
- 『議論の論理――民主主義と議論』（木鐸社、1984年）
- 『政策と価値――現代の政治哲学』（ミネルヴァ書房、1991年）
- 『公共政策学入門――民主主義と政策』（有斐閣、1994年）
- 『公共政策学とは何か』（ミネルヴァ書房、2009年）

### 編著
- 『現代政治理論入門――原典で学ぶ15の理論』（ミネルヴァ書房、1991年）
- 『政策学的思考とは何か――公共政策学原論の試み』（勁草書房、2005年）
- 『持続可能な未来のための民主主義』（ミネルヴァ書房、2009年）

### 共編著
- （中谷猛）『概説西洋政治思想史』（ミネルヴァ書房、1994年）
- （森脇俊雅）『公共政策学』（ミネルヴァ書房、2003年）
- （Kazuhiro Ueta）Transition Management for Sustainable Development (The United Nations University Press, 2014)
- （Sukehiro Hosono, Jun Iio）Policy Analysis in Japan: The State of the Art (The Policy Press, 2015)
- （田中成明）『政治における法と政策――公共政策学と法哲学の対話に向けて』（勁草書房、2023年）
- (Makoto Usami) Governance for a Sustainale Future: The State of the Aet in Japan （Springer, 2023）Governance for a Sustainable Future: The State of the Art in Japan | SpringerLink
- （窪田好男）『政策人材の育成』（ミネルヴァ書房、2025年）

### 訳書
- ジョン・デューイ『ドイツ哲学と政治――ナチズムの思想的淵源』（木鐸社、1977年）
- ユージン・カメンカ『フォイエルバッハの哲学』（紀伊國屋書店、1978年）
- ノーマン・バリー『自由の正当性――古典的自由主義とリバタリアニズム』（木鐸社, 1990年）
- Y・ドロア『公共政策決定の理論』（ミネルヴァ書房、2006年）
- Y. ドロア『統治能力』(ミネルヴァ書房、2012年）

## 受賞
- 2010年、日本公共政策学会より作品賞を受賞。
- 2018年、日本政治法律学会より現代政治学会賞を受賞[7]。